# سنگ روزتا
سنگ روزتا یا سنگ رَشید؛ سنگ‌نبشته‌ای از دوران مصر باستان است که در پیشرفت معاصر و درک نوشتار هیروگلیف ابزاری سودمند بوده‌است. سنگ روزتا یکی از مهم‌ترین یافته‌های دوران باستان‌شناسی است که در موزه بریتانیا در لندن نگهداری می‌شود.
تاریخ علمی، یا دست کم باستان‌شناسی علمی، زمانی آغاز شد که اروپای نوین در اواخر سدهٔ هجدهم، مصر را از نو کشف کرد؛ مصر باستان نخستین موضوع کاوش‌های باستان‌شناسی شد و پس از آن تمدن‌های باستانی دجله و فرات از زیر خاک بیرون آورده شدند.

## کشف
در سال ۱۷۹۹ ناپلئون بناپارت ضمن یک لشکرکشی به مصر، گروه ۱۶۷ از دانشمندان، زبان‌شناسان، عتیقه‌شناسان، و هنرمندان را نیز به همراه خود برد. این سنگ نوشته را یک افسر جوان در سپاه ناپلئون به نام بوشار در عصر ۱۹ ژوئیه ۱۷۹۹ در روستایی به نام  رشید (به زبان‌های غربی: «روزتا») در شمال باختری دلتای نیل پیدا کرد. بوشار که مسئول ساخت استحکامات دفاعی در ساحل غربی رود نیل در شهر رشید بود، به کارگران خود دستور داد بقایای پایه‌های قلعه قدیمی قایتبای که قدمت آن به سده ۱۵ میلادی بازمی‌گشت را از زمین خارج کنند. آنها حین این عملیات، یک تخته سنگ از جنس گرانیت سیاه را پیدا کردند که حدود ۱ متر طول،  ۷۰ سانتی‌متر عرض، و ۲۷ سانتی‌متر ضخامت داشت.
این سنگ، فورا توجه بوشار را به خود جلب کرد. احتمالا  از یک بنای باستانی مصر دزدیده شده بود تا به عنوان مصالح ساختمانی استفاده شود. بوشار از کارگران خواست تا سنگ را با دقت بسیار زیاد از زیر ماسه‌ها بیرون بیاورند. افسر مافوق بوشار بی‌درنگ نامه‌ای به آکادمی علوم در قاهره نوشت و آنها را در جریان این کشف ارزشمند قرار داد. بوشار مطمئن بود به گنجی گرانبها دست یافته است. همچنین از بوشار، لانکره و سایرین خواست از نوشته‌های حک شده  روی تخته سنگ کپی‌ بردارند و سنگ را به آکادمی علوم مصر در قاهره را منتقل کنند.
روزتا حاوی طغرای پادشاهی بطلمیوس پنجم است و تاریخ نگارش آن به سال ۱۹۶ پیش از میلاد برمی‌گردد. فرانسوی‌ها پس از تسلیم در برابر نیروهای بریتانیایی در ۱۸۰۱ حاضر نشدند نتیجه زحمات خود را به آن‌ها بدهند و حتی تهدید کردند که همه چیز را از بین خواهند برد. اما در نهایت بر پایه مفاد معاهده اسکندریه که در ۳۰ اوت ۱۸۰۱ به امضای ژنرال‌های فرانسوی، بریتانیایی، و مصری رسید، سنگ روزتا و همه آثار باستانی مصری که در اختیار فرانسوی‌ها بود به مالکیت بریتانیایی‌ها در آمدند. با اینکه مقامات علمی مصر مخالف انتقال سنگ به بریتانیا بودند، اما بریتانیایی‌ها کتیبه روزتا را به انگلستان بردند و این کتیبه از آن زمان تاکنون در موزه بریتانیا در لندن نگهداری می‌شود.

## زبان سنگ روزتا
روی این سنگ‌نبشته، کتیبه‌ای از یک متن کنده‌کاری در سه بخش وجود دارد. یکی به یونانی باستانی که به راحتی خوانده شد، دومی به خط دموتیک (عامیانه) مصری، و سومی به خط هیروگلیف مصری کاهنان است. این مسئله برای دانشمندان مطرح شد که هر سه بخش کتیبه به یک موضوع مربوط می‌شوند و اگر خط یونانی را کلید قرار دهند، خواهند توانست خط دو بخش دیگر را کشف کنند. پس از گذشت بیش از بیست سال و تلاش‌های بی‌نتیجهٔ فراوان، زبان‌شناس جوانی به نام ژان فرانسوا شامپولیون به این نتیجه رسید که هیروگلیف‌ها الفبای تصویر نگار نیستند، بلکه علائمی از یک زبان خاموش‌شده هستند (بقایای آن در زبان قبطی یافت می‌شود) که در همین اواخر با حروف الفبای یونانی نوشته می‌شده‌است. پیش از شامپولیون، تامس یانگ پی برده بود که بعضی واژه‌های نوشته شده در سنگ روزتا، نام‌های پادشاهی دوران بطلمیوس پنجم بوده‌اند. ولی از آنجا که نمی‌دانست این خط به چه زبانی نوشته شده از کشف رمز آن عاجز ماند. یافته شامپولیون، او را به گونه‌ای در مقام کریستف کلمب علم باستان‌شناسی و شاخهٔ خاصی از آن به نام مصرشناسی قرار داد. باستان‌شناسانی که کار شامپولیون را ادامه دادند. برای نمونه اوگوست ماریت و گاستون ماسپرو، کوشیدند مجموعهٔ طبقه‌بندی‌شده‌ای تشکیل دهند و هنر مصری را از سوداگران عتیقه‌ها نجات دهند. باستان‌شناسان و مصرشناسانی چون فلیند رزپتری، اسلوب‌های حفاری را ابداع کردند و زمینه را برای پی‌ریزی روش‌های معتبر ارزیابی اطلاعات به‌دست آمده دربارهٔ تمدن مصر آماده کردند.
چون پژوهشگران فرانسوی‌ها نمی‌توانستند به لندن سفر کنند مجبور به استفاده از نسخه‌های کپی این سنگ بودند. در اواخر اکتبر ۱۸۰۱ آکادمی علوم مصر یک نسخه کپی از این کتیبه را به فرانسه فرستاد. شامپولیون با استفاده از همین کپی موفق به رمزگشایی از خط هیروگلیف شد.

## دعوای حقوقی
این سنگ‌نوشته در موزه بریتانیا نگهداری می‌شود. مصر همواره خواستار پس‌گرفتن سنگ روزتا از سوی موزه بریتانیا بوده‌است.